# كانون 1 دي اس
كانون 1 دي اس (بالإنجليزية: Canon EOS-1Ds)‏ هي كاميرا احترافية 11.1 ميجا بيكسل من إنتاج شركة كانون وقد طرحت في السوق في سبتمر 2002 م.